# Niphon spinosus
Niphon spinosus är en fiskart som beskrevs av Cuvier 1828. Niphon spinosus ingår i släktet Niphon och familjen havsabborrfiskar. Inga underarter finns listade i Catalogue of Life. Dess utbredningsområde är västra Stilla havet, från Japan till Filippinerna.